# Еліаш Пелгжимовський
Гальяш (Ілля) Пелегримовський (пол. Eliasz Pielgrzymowski; серед. 16 ст. — пом. після 17 серпня 1604) — мемуарист Речі Посполитої й Великого князівства Литовського, поет литовського походження.

## Життєпис

Герб Пелгжимовських Новина

Походив із литовської шляхти. Кальвініст. Королівський секретар за часів польського короля Стефана Баторія, писар великий литовський (1586), посол на вальні сейми 1590 і 1597, маршалок Головного литовського трибуналу 1602. 1583 був послом польського короля Стефана Баторія до московського царя Івана IV. 1600—1601 — секретар посольства канцлера великого литовського Л.Сапіги до московського царя Бориса Годунова.
На основі власних записів підготував спеціальний діаріуш (зберігся частково; фрагмент під назвою «Poselstwo Lwa Sapiehy w 1600 do Moskwy» видав В. Тренбіцький 1846; віршовану версію із значними скороченнями опублікував О. Брюкнер у «Biblioteka Warszawska» 1896). У ньому на особливу увагу заслуговують пропозиції литовських дипломатів щодо мирного співіснування двох держав, зокрема, і співпраці прикордонних військ у боротьбі з кримськотатарськими набігами (росіянам пропонувалося, за взірцем сусідів, тримати постійне наймане військо на південних кордонах), а також згадки про дипломатичні заходи, спрямовані проти антипольської «ліги» московського царя Бориса Годунова з волоським господарем Михаєм I Хоробрим, через яку московити могли підпорядкувати собі Русь, яка була в складі Речі Посполитої.